# The Golden Age of Wireless
The Golden Age of Wireless è il primo album del musicista britannico Thomas Dolby, pubblicato originariamente nel marzo 1982 dall'etichetta discografica Venice in Peril Records, di proprietà dello stesso artista.
Nel corso degli anni, in particolare nei due successivi alla prima uscita, le varie edizioni del lavoro, diverse in base al paese e/o al formato, hanno presentato tracklist leggermente diverse, comprendenti in genere 10 brani composti interamente da Dolby, in un paio di occasioni con la collaborazione di Tim Kerr.

## Tracce
Questa la lista dei brani contenuti nella prima edizione dell'album, pubblicata nel Regno Unito.

### Lato A
1. Flying North
2. Commercial Breakup
3. Weightless
4. Europa and the Pirate Twins
5. Windpower

### Lato B
1. The Wreck of The Fairchild
2. Airwaves
3. Radio Silence
4. Cloudburst at Shingle St.